# 吉利厄德鎮區 (密歇根州)
吉利厄德鎮區（英語：Gilead Township）是位於美國密歇根州布蘭奇縣的一個行政鎮區。

## 地方資料
吉利厄德鎮區的面積為55.50平方千米，當中陸地面積為54.60平方千米，而水域面積為0.90平方千米。根據2020年美國人口普查的數據，當地共有人口656人，而人口密度為每平方千米11.82人。